# Controversy
A Controversy az amerikai előadó, Prince negyedik stúdióalbuma, amely 1981. október 14-én jelent meg. Prince volt a lemez producere, egy dal kivételével ő írta az összeset és a legtöbb hangszeren is ő játszott. A Controversy harmadik helyet ért el a Billboard R&B Albumok slágerlistán és platina minősítést kapott az Amerikai Hanglemezgyártók Szövetségétől. 1981 nyolcadik legjobb albumának szavazta a Pazz & Jop (The Village Voice).

## Zene és szöveg
A Controversy az azonos című dallal kezdődik, amely az akkori médiában Prince-ről feltett kérdésekről beszél, többek között a szexualitása. A "Do Me, Baby" egy ballada, amely szintén szexuális dalszövegekkel dolgozik. A "Ronnie, Talk to Russia" pedig egy dal, amelyet Prince Ronald Reagan amerikai elnöknek címzett. A "Private Joy" egy boldogabb pop-funk dal, amely "bemutatja Prince világosabb oldalát". Az "Annie Christian" történelmi eseményeket sorol fel, mint John Lennon halála és afro-amerikai gyermekek meggyilkolása Atlantában.
Ez volt az első album, amelyen Prince asszociálta magát a lila színnel és az első, aki nem a tradicionális módon írta dalainak címét (pl. "Jack U Off").

## Számlista
|    | Cím                    | Hossz |
| -- | ---------------------- | ----- |
| 1. | Controversy            | 7:15  |
| 2. | Sexuality              | 4:21  |
| 3. | Do Me, Baby            | 7:43  |
| 4. | Private Joy            | 4:29  |
| 5. | Ronnie, Talk to Russia | 1:58  |
| 6. | Let's Work             | 3:54  |
| 7. | Annie Christian        | 4:22  |
| 8. | Jack U Off             | 3:09  |

## Előadók
Az AllMusic adatai alapján.
- Prince – ének, minden hangszer, producer, hangszerelés
- Lisa Coleman – szitár, billentyűk, háttérének ("Controversy", "Ronnie, Talk to Russia", "Jack U Off")
- Dr. Fink – billentyűk ("Jack U Off")
- Bobby Z. – dobok ("Jack U Off")

## Slágerlisták
| Slágerlista (1981)                  | Legmagasabb pozícoió |
| ----------------------------------- | -------------------- |
| Ausztrál Albumok                    | 55                   |
| Holland Albumok                     | 50                   |
| US Billboard 200                    | 21                   |
| US Billboard Top R&B/Hip-Hop Albums | 3                    |
| Slágerlista (2016)                  | Legmagasabb pozícoió |
| U.S. Billboard 200                  | 55                   |

| Slágerlista (1982)                  | Legmagasabb pozícoió |
| ----------------------------------- | -------------------- |
| US Billboard Pop Albums             | 59                   |
| US Billboard Top R&B/Hip-Hop Albums | 15                   |

| Kislemez      | Slágerlista       | Pozíció |
| ------------- | ----------------- | ------- |
| "Controversy" | Billboard Hot 100 | 70      |
| "Controversy" | R&B HipHop        | 3       |
| "Controversy" | US Dance          | 1       |
| "Controversy" | Ausztrál          | 15      |
| "Controversy" | Holland           | 28      |
| "Let's Work"  | Billboard Hot 100 | 104     |
| "Let's Work"  | R&B HipHop        | 9       |
| "Let's Work"  | US Dance          | 1       |
| "Sexuality"   | Ausztrál          | 88      |

## Minősítések
| Régió                    | Minősítés | Példányszám |
| ------------------------ | --------- | ----------- |
| Egyesült Királyság (BPI) | Arany     | 100,000     |
| Egyesült Államok (RIAA)  | Platina   | 1,000,000   |